# عمر ظاهر جدید
عمر ظاهر جدید (انگلیسی: Omar Daher Gadid؛ زادهٔ ۱ ژانویهٔ ۱۹۶۶) دونده دو استقامت اهل جیبوتی است.
وی در بازی‌های المپیک تابستانی ۱۹۹۲ و بازی‌های المپیک تابستانی ۲۰۰۰ شرکت کرده‌است.